# Alcidedorbignya inopinata
Alcidedorbignya inopinata — вид вымерших плацентарных млекопитающих из отряда цимолестов (Cimolesta), известный из раннего палеоцена (Тиупампан САЛМА , 65,5-61,7 миллиона лет назад) формации Санта-Люсия в Тюпампе недалеко от Миске, Кочабамба, Боливия. Единственный известный науке вид рода Alcidedorbignya, который является единственным известным родом семейства Alcidedorbignyidae.
Следуя правилу наименования, установленному пионером аргентинской палеонтологии Флорентино Амегино (то есть объединение имени и фамилии выдающегося ученого), название рода дано в честь французского натуралиста Альсида д’Орбиньи.

## Описание
Предполагаемая длина головы и тела — 25 см, вес — 500 граммов. Это было небольшое животное размером с белку, наземное, возможно, лазающее, растительноядное или всеядное.
Alcidedorbignya inopinata — один из древнейших и наиболее примитивных пантодонтов и единственный представитель пантодонтов, известный из Южной Америки. Некоторые ученые не только подвергают сомнению возраст типового местонахождения, вместо этого отстаивая азиатское происхождение пантодонтов, но и само существование Alcidesorbignya делает ещё более тёмным происхождение и без того загадочных пантодонтов. Таксономические сходства указывают на то, что в раннем палеоцене между Северной и Южной Америкой происходил обмен млекопитающими, а североамериканский пантодонт Pantolambda является потенциальным потомком Alcidesorbignya.
Alcidedorbignya inopinata известен по нескольким образцам верхних и нижних зубных рядов, включая молодых особей. P 3-4 имеют V-образные эктолофы (гребни на коронках), что указывает на то, что это был примитивный пантодонт. Другие характеристики моляров делают его уникальным среди пантодонтов. На молярах паракон и метакон разделены, а не срослись, как у Bemalambda и Harpyodus. Как и в этих двух родах, нет ни мезостиля на M 1-2 , ни ярко выраженной V-образной центокристы, как у эупантодонтов (все более поздние пантодонты). До сих пор неясно, какое примитивное состояние находится в верхнем зубном ряду пантодонтов, и положение Alcidedorbignya около основания клады остается сомнительным.